# Calicium
Calicium Pers. (pałecznik) – rodzaj grzybów z rodziny pałecznikowatych (Caliciaceae). Ze względu na współżycie z glonami zaliczany jest do grupy porostów.

## Systematyka i nazewnictwo
Pozycja w klasyfikacji według Index Fungorum: Caliciaceae, Caliciales, Lecanoromycetidae, Lecanoromycetes, Pezizomycotina, Ascomycota, Fungi.
Synonimy nazwy naukowej: Arongylium Link, Caliciella Vain., Caliciomyces E.A. Thomas ex Cif. & Tomas., Calicium subdiv. Phacotium Ach., Calicium subdiv. Strongylium Ach., Calycium DC., Descematia Nieuwl., Embolidium Sacc., Mucor P. Micheli ex L., Phacotium (Ach.) Trevis., Phacotrum Gray, Sphaerocephalum Weber ex F.H. Wigg., Stenocybella Vain., Strongylium (Ach.) Gray, Vainionia Räsänen.
Nazwa polska według W. Fałtynowicza.

## Gatunki występujące w Polsce
- Calicium abietinum Pers. 1797 – pałecznik jodłowy
- Calicium adspersum Pers. 1798 – pałecznik skupiony
- Calicium corynellum (Ach.) Ach. 1803 – pałecznik skalny
- Calicium glaucellum Ach. 1803 – pałecznik jasny
- Calicium lenticulare Ach. 1816 – pałecznik soczewkowaty
- Calicium parvum Tibell 1975 – pałecznik wątpliwy
- Calicium quercinum Pers. 1797 – pałecznik dębowy
- Calicium salicinum Pers. 1794 – pałecznik brązowy
- Calicium subparoicum Nyl. 1859 – pałecznik piaszczarek
- Calicium trabinellum (Ach.) Ach. 1803 – pałecznik murszynowy
- Calicium viride Pers. 1794 – pałecznik zielony

Nazwy naukowe na podstawie Index Fungorum. Nazwy polskie według W. Fałtynowicza.